# Georges Rechberger
Georges Rechberger (* 10. August 1961 in Heimberg BE) ist ein Schweizer Kunstmaler.

## Leben und Werk
Als mittleres von drei Kindern von Walter und Monique Rechberger wuchs Georges Rechberger zweisprachig auf und besuchte die Grundschule in Heimberg und Thun. Bereits in jugendlichem Alter begleitete Georges seinen Vater, zum Modell- und Aktzeichnen. Mit 16 Jahren besuchte er die Grafikklasse an der Schule für Gestaltung in Biel/Bienne, die er 1982 abschloss. Seither arbeitet er als freischaffender Kunstmaler. 1986 begab er sich auf eine zweijährige Weltreise. Seit 1987 lebt und arbeitet er in Salvador da Bahia. Das Land, die Leute und das alltägliche Leben dienen Georges Rechberger als Motiv für sein Kunstschaffen. Seine Werke wurden in Galerien und Unternehmen in der Schweiz und in Brasilien ausgestellt.

## Ausstellungen

### Einzelausstellungen
- 2013: Nest Gallery Genf
- 2013: Galerie Artevista Buch&Kunst Nievergelt Zürich-Oerlikon
- 2012: Galerie LichtBlick Bern
- 2012: Galerie en Beauregard Montreux
- 2012: Event 1 + 2 Pieterlen
- 2011/08/05/01/1998/92/90 Galerie Alte Krone Biel
- 2010: Privatklinik Linde Biel
- 2010: American Women’s Club of Zurich
- 2009: UFBA Universidade Federal da Bahia Salvador
- 2009: Spitalzentrum Biel
- 2007: Events 1–2–3 Gerolfingen
- 2006: Centre Interrégional de Perfectionnement Tramelan
- 2006: Schweizerisches Rotes Kreuz Bern

### Gruppenausstellungen
- 2013: Louhans 71 – Salon de Peinture et Sculpture, Louhans (F)
- 2010/04/01: Galerie Rosengarten Thun
- 2010/08/06/04/02: Bienal do Recôncavo São Félix Bahia, Brasilien
- 2009: Weihnachtsausstellung, Galerie Rosengarten Thun
- 2008/02: Galeria Prova do Artista Salvador (Brasilien)
- 2006: Salão de Valença
- 1998/84/83/82/81/80/79/78: Weihnachtsausstellungen des Kunstvereins der Stadt Biel
- 1984: Kunstmuseum Bern & Thunerhof Thun: Berner Künstler unter 30

## Öffentliche Ankäufe und Aufträge

### Öffentliche Ankäufe
- 2003: Museo de Arte Moderna de Feira de Santana Bahia Brasil
- 1992: Eidgenössische Kunstkommission
- 1988/1983/1981: Stadt Biel
- 1987: Kanton Bern

### Öffentliche Aufträge
- 1997: 13 Figuren Jazzlegenden für das Old Time Jazz Meeting im Kongresshaus Biel
- 1995: Wandgestaltung Bundesamt für Kommunikation, Biel
- 1983: Schwimmbad der Stadt Biel
- 1983: Wandgestaltung Strafanstalt Witzwil
- 1982: Eidg. Sportschule Magglingen – 2 Figuren

## Auszeichnungen
- 2010/02: Preis an der VI Bienal do Recôncavo, Brasilien
- 1982: Biel-Bienne Preis